# Marc-André Fournier
Pour les articles homonymes, voir Fournier.
Marc-André Fournier (né le 5 avril 1979 à Saint-Nicolas, dans la province de Québec au Canada) est un joueur professionnel canadien de hockey sur glace. Il possède aussi la nationalité serbe.

## Carrière de joueur
Après avoir passé une saison avec les Dynamiters de Kimberley de l'America West Hockey League, il évolue entre 2000 et 2004 avec les Pioneers de Sacred Heart University de la NCAA.
Il passe ensuite la saison 2005-2006 avec le Prolab de Thetford Mines de la Ligue nord-américaine de hockey.
Il passe les quatre saisons suivantes en Serbie, avec le HK Vojvodina Novi Sad de la Prvenstvo Srbije et avec le HK Partizan Belgrade de la Slohokej Liga.
En 2010-2011, il joue deux matchs avec les 3L de Rivière-du-Loup de la LNAH.
Entre 2009 et 2011, il évolue au hockey international avec l’équipe de Serbie de hockey sur glace.
Après une saison sans jouer au hockey, il fait un retour au jeu à l'hiver 2013, alors qu'il se joint au Lafrenière tracteurs de Ste-Anne-de-la-Pérade de la Ligue de hockey sénior de la Mauricie.

## Statistiques
| Saison    | Équipe                                        | Ligue            |    | Saison régulière | Saison régulière | Saison régulière | Saison régulière | Saison régulière |   | Séries éliminatoires | Séries éliminatoires | Séries éliminatoires | Séries éliminatoires | Séries éliminatoires |
| Saison    | Équipe                                        | Ligue            | PJ | B                | A                | Pts              | Pun              | PJ               | B | A                    | Pts                  | Pun                  |                      |                      |
| 1999-2000 | Dynamiters de Kimberley                       | AWHL             | 52 | 20               | 22               | 42               | 75               | -                | - | -                    | -                    | -                    |                      |                      |
| 2000-2001 | Université Sacred Heart                       | NCAA             | 31 | 8                | 11               | 19               | 54               | -                | - | -                    | -                    | -                    |                      |                      |
| 2001-2002 | Université Sacred Heart                       | NCAA             | 33 | 15               | 10               | 25               | 27               | -                | - | -                    | -                    | -                    |                      |                      |
| 2002-2003 | Université Sacred Heart                       | NCAA             | 35 | 10               | 11               | 21               | 57               | -                | - | -                    | -                    | -                    |                      |                      |
| 2003-2004 | Université Sacred Heart                       | NCAA             | 36 | 12               | 12               | 24               | 52               | -                | - | -                    | -                    | -                    |                      |                      |
| 2004-2005 | Real Torino Hockey Club                       | Série A2         | 36 | 4                | 9                | 13               | 38               | 6                | 0 | 0                    | 0                    | 10                   |                      |                      |
| 2005-2006 | Prolab de Thetford Mines                      | LNAH             | 52 | 7                | 9                | 16               | 16               | 18               | 1 | 1                    | 2                    | 28                   |                      |                      |
| 2006-2007 | HK Vojvodina Novi Sad                         | Prvenstvo Srbije | 16 | 16               | 12               | 28               | 38               | -                | - | -                    | -                    | -                    |                      |                      |
| 2007-2008 | HK Vojvodina Novi Sad                         | Prvenstvo Srbije | 22 | 16               | 9                | 25               | 54               | -                | - | -                    | -                    | -                    |                      |                      |
| 2008-2009 | HK Vojvodina Novi Sad                         | Prvenstvo Srbije | 15 | 10               | 11               | 21               | 24               | -                | - | -                    | -                    | -                    |                      |                      |
| 2009-2010 | HK Partizan Belgrade                          | Slohokej Liga    | 25 | 15               | 13               | 28               | 52               | 6                | 3 | 1                    | 4                    | 4                    |                      |                      |
| 2010-2011 | 3L de Rivière-du-Loup                         | LNAH             | 2  | 0                | 1                | 1                | 0                | -                | - | -                    | -                    | -                    |                      |                      |
| 2012-2013 | Lafrenière tracteurs de Ste-Anne-de-la-Pérade | LHSAM            | 3  | 2                | 1                | 3                | 2                | 3                | 3 | 3                    | 6                    | 2                    |                      |                      |

### En équipe nationale
| Année | Équipe | Compétition             |   | PJ | B | A  | Pts | Pun                                  |  | Résultat |
| 2009  | Serbie | Championnat du monde D2 | 5 | 4  | 8 | 12 | 8   | 1re place du groupe A (promu en D1)  |  |          |
| 2010  | Serbie | Championnat du monde D1 | 5 | 0  | 1 | 1  | 8   | 6e place du groupe A (relégué en D2) |  |          |
| 2011  | Serbie | Championnat du monde D2 | 4 | 1  | 2 | 3  | 2   | 3e place du groupe A                 |  |          |